# Doña Perfecta (película de 1951)
Doña Perfecta es una película mexicana, adaptación cinematográfica de la novela homónima de Benito Pérez Galdós, dirigida en 1950 por Alejandro Galindo y protagonizada por Dolores del Río.

## Sinopsis
Pepe Rey (Carlos Navarro), un joven ingeniero, visita a su tía Doña Perfecta (Dolores del Río) y a su prima Rosario (Esther Fernández) luego de una prolongada ausencia. En su ausencia, Pepe se educó en Europa con ideas liberales y progresistas. Sin embargo, poco después de llegar, los ideales de Pepe chocan abruptamente con la mentalidad conservadora y religiosa de su tía y del resto de los habitantes de la ciudad. La ya de por sí tensa relación que se genera entre Pepe y su tía, llega al límite cuando Pepe manifiesta su interés hacía Rosario, interés que le es correspondido. Ante la presión de los habitantes del lugar, que se sienten amenazados por los ideales de Pepe, Doña Perfecta realiza toda una serie de intrigas con la intención de deshacerse de su sobrino.

## Elenco
- Dolores del Río ... Doña Perfecta
- Carlos Navarro ... Pepe Rey
- Esther Fernández ... Rosario
- Julio Villarreal ... Don Inocencio
- José Elías Moreno ... Cristobal Ramos
- Natalia Ortiz ... Doña Remedios
- Ignacio Retes ... Jacintito
- Rafael Icardo ... Don cayetano
- Manuel Arvide ... Capitán
- María Gentil Arcos ... Librada
- Bruno Márquez ... José Juan Arciniegas o Juan Tafetán
- Salvador Quioz ... Don pedro, juez
- Héctor Mateoz ... Don Abraham, jefe político
- Augusto Benedico ... Don Alselmo
- José Chávez Trowe ... Sargento
- Cecilia Leger ... Beata

## Comentarios
Adaptada de la novela homónima de Benito Pérez Galdós, la trama es trasladada al México del siglo XIX sumido en la disputa entre ideales liberales y conservadores que estallaron durante la Guerra de Reforma.
Este filme ocupa el lugar 29 dentro de la lista de las 100 mejores películas del cine mexicano, según la opinión de 25 críticos y especialistas del cine en México, publicada por la revista somos en julio de 1994.
Doña Perfecta es ferviente defensora de la iglesia. Ella pertenece a un grupo que conspira tratando de recuperar los bienes que tan injustamente le han sido arrebatados  por virtud de las mal llamadas Leyes de Reforma.Se trata de un pueblo  en el que la vida eclesiástica lo determina todo: hasta el tiempo esta pautado por los servicios de la fe. En ese marco aparece un sobrino liberal (Carlos Navarro) que se ha educado en Europa y tiene mucha confianza en la ciencia y el progreso. Entre él y su prima Rosario surge un amor lleno de trabas impuestas por la madre.

## Premios

### Premio Ariel(1952)
| Categoría                   | Persona                   | Resultado |
| --------------------------- | ------------------------- | --------- |
| Mejor Película              | Mejor Película            | Nominada  |
| Mejor Director              | Alejandro Galindo         | Nominado  |
| Mejor Actriz                | Dolores del Río           | Ganadora  |
| Mejor Coactuación Masculina | Carlos Navarro            | Ganador   |
| Mejor Coactuación Masculina | Julio Villarreal          | Nominado  |
| Mejor Coactuación Femenina  | Natalia Ortiz             | Nominada  |
| Mejor Guion Adaptado        | Alejandro Galindo         | Ganador   |
| Mejor Edición               | Fernando Martínez Álvarez | Nominado  |
| Mejor Sonido                | Manuel Topete             | Nominado  |
| Mejor Escenografía          | Gunther Gerzso            | Nominado  |
| Mejor Actor de Cuadro       | Manuel Arvide             | Nominado  |